# Grallaria albigula
A Grallaria albigula a madarak osztályának verébalakúak (Passeriformes) rendjébe és a hangyászpittafélék (Grallariidae) családjába tartozó faj.

## Rendszerezése
A fajt Frank Chapman amerikai ornitológus írta le 1923-ban.

## Alfajai
- Grallaria albigula albigula Chapman, 1923
- Grallaria albigula cinereiventris Olrog & F. Contino, 1970[1]

## Előfordulása
Az Andok keleti részén, Argentína, Bolívia és Peru területén honos. Természetes élőhelye a szubtrópusi és trópusi hegyi esőerdők.

## Megjelenése
Testhossza 18 centiméter.

## Természetvédelmi helyzete
Elterjedési területe nem nagy, egyedszáma viszont stabil. A Természetvédelmi Világszövetség Vörös listáján nem fenyegetett fajként szerepel.